# Моїсєєв Ігор Олександрович
І́гор Олекса́ндрович Моїсє́єв (рос. Игорь Александрович Моисеев, 8 (21) січня 1906, Київ — 2 листопада 2007, Москва) — російський радянський артист балету, балетмейстер, хореограф, визнаний як найвизначніший хореограф народного танцю у XX столітті.

## Біографія
Народився в Києві 21 січня 1906 року в родині спадкового юриста зі збіднілої дворянської сім'ї. «Мій батько, — згадував Моїсєєв, — був юристом. Він належав до збіднілого дворянського роду, а юридична сфера, можна сказати, дісталося йому в спадок від дідуся, який був мировим суддею. Чудово володіючи французькою мовою, батько часто бував у Парижі, де почувався у своїй стихії. Там він зустрів і свою майбутню дружину, мою матір. Вона, напівфранцуженка, напіврумунка, за фахом була модисткою. Невдовзі після знайомства мої батьки поїхали до Росії: у батька була адвокатська практика в Києві».
Потім разом з сім'єю Ігор переїхав до Полтави, а звідти до Москви.
Вчився у приватній балетній студії В. І. Масолової. Батько відвів його до колишньої балерини театру Віри Мосолової, урок якої коштував 10 карбованців і два поліна дров. Через кілька місяців Мосолова сказала, що їй нічого Ігоря навчати, і привела в школу Большого театру. Потім хлопець вчився у Хореографічному технікумі Державного академічного Великого театру в класі Горського.
У 1933 році закінчив Університет мистецтв.
Після закінчення технікуму був прийнятий до балетної трупи Великого театру (1924—1931), в 1931—1937 роках був солістом у Великому театрі, виконував партії Рауля в «Теолінді», Мато в «Саламбо», Іосифа в «Іосифі Прекрасному» та інші.

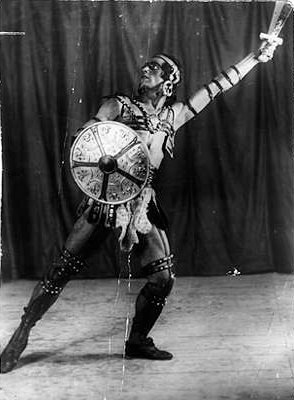
Балет «Саламбо», 1932

1930 року, залишаючись артистом балету, Моїсєєв стає балетмейстером, постановником танцювальних сюїт в оперних спектаклях «Кармен», «Демон», «Любов до трьох апельсинів», «Турандот», на сцені Великого Театру ставить балети «Саламбо» (1932), «Три товстуни» (1935), «Спартак» (1958).
Проте майстра все більше привертав фольклор. Він написав лист Молотову з пропозицією організувати ансамбль народного танцю. І отримав відповідь: «Пропозиція добра. Доручити авторові її реалізувати». Так у 1936 році став завідувачем хореографічної частини Театру народної творчості.
У 1937 році створив перший в країні професійний ансамбль народного танцю. Перші репетиції в створеному ним ансамблі народного танцю відбулися в лютому 1937 року. Почавши з постановок російських народних танців, Моїсєєв згодом займався постановкою українських і білоруських, молдавських, киргизьких, угорських, французьких, чеських, аргентинських танців, танцювальних сюїт і сцен, а також спектаклів на історичні та сучасні теми.
Впродовж 60 років Моїсєєв був беззмінним художнім керівником ансамблю. Під його керівництвом були поставлені всі програми: «Танці народів СРСР» (1937), «Мир і дружба» (1953), «В гостях і вдома» (1983) та інші. За програму «Дорога до танцю» (1965) Моїсєєв був нагороджений Ленінською премією, а колектив — званням Академічного. У 1943 році Моїсєєв створив першу в країні професійну школу народного танцю (хореографічна Школа-студія при ДААНТ). Майстер поставив кількасот оригінальних танцювальних мініатюр, які з блиском виконували змінні покоління його танцівників, випускників створеною їм при ансамблі школи. Він, залишаючись єдиним не тільки керівником ансамблю, але і головним його балетмейстером, продовжував творити до останніх днів. Під впливом і при безпосередній участі Моїсєєва виросло ціле сузір'я професійних національних ансамблів народного танцю і в СРСР, і в інших країнах.
Сам балетмейстер визначав жанр народного танцю так: «Ми не колекціонуємо народні танці, не нанизуємо їх, як метеликів, на шпильку. Спираючись на народний досвід, ми прагнемо розширити можливості фольклорного танцю, збагачуючи його режисерською вигадкою, професійною технікою, завдяки якій він ще яскравіше виражає себе. Тобто ми підходимо до народного танцю як до матеріалу для творчості, не приховуючи свого авторства. Але наша творчість продовжується в природі самого народного танцю, народженого з навколишнього середовища». Моїсєєв завжди говорив, що фольклорна традиція для нього є не метою, але засобом реалізації власного задуму. І справді, його постановки ніколи не мали нічого спільного з ура-патріотичними музичними колективами, що спекулювали на народній щиросердечності.
У 1966 році в Москві він заснував Хореографічний концертний ансамбль (нині Московський театр класичного балету).
Серед постановок І. Моїсєєва — українська сюїта «Веснянка» та інші.

## Нагороди
Народний артист СРСР (1953), лауреат Ленінської та п'яти Державних премій, тричі кавалер вищого в СРСР ордена Леніна, двох Орденів Трудового Червоного Прапора і вищого російського ордена «За заслуги перед Вітчизною» II та III ступені (1996, 2001), а також — кавалер болгарського Ордена Святого Олександра з короною, румунського Ордена Офіцера культури, польського Ордена «Полонія Рестітула», кавалер почесних орденів майже всіх європейських країн, лауреат американської премії «Оскар» в галузі танцю (1969, 1971), почесний член Народних зборів Франції. До 95-річчя від дня народження ЮНЕСКО нагородила Моїсєєва однією з найпрестижніших своїх нагород — медаллю Моцарта.